# Nederlandse invloed op het Nederduits
Het Nederlands en het Nederduits hebben in de loop van de eeuwen invloed op elkaar gehad.
Deze invloed was meestal een Nederlandse invloed op het Nederduits, slechts zelden andersom.

## Geografische afgrenzing Nederlands en Nederduits
In de tijd van Oudnederlands en Oudnederduits is het moeilijk die twee talen tegenover van elkaar af te grenzen.
Ten eerste komt dit door de overeenkomstigheid van de talen die het maken van een duidelijk onderscheid nauwelijks toelaat.
Ten tweede komt dit door het vrijwel ontbreken van schriftelijke overlevering. Wanneer na de 13de eeuw meer teksten worden gemaakt, zijn deze in hun taal gebonden aan het gebied van hun ontstaan en geven zij een grote variëteit in een glijdende schaal te zien tussen Oud-/Middelnederlands in het westen en Oudsaksisch/-nederduits in het oosten.
Bij gebrek aan andere bronnen onderzoekt men dan de moderne dialecten en kijkt of ze typisch "Saksische" (oftewel Oudnederduitse) kenmerken hebben, zoals de eenheidsmeervoud bij de werkwoorden: wi maakt (Saksisch) tegenover wi maken (Nederfrankisch).
Dus blijft de westelijke begrenzing van het Oudnederduitse taalgebied tamelijk onzeker.
De Nederlands-Duitse staatsgrens was nooit een taalgrens, zij werd dat pas op standaardtaalniveau als gevolg van de instelling van een staatstaal (de officiële taal van een staat, zoals in Nederland Nederlands en in Hannover en Pruisen Hoogduits).
Aan weerszijden van de zuidelijke staatsgrenzen (aan de Nederrijn) waren er Nederrijnse dialecten, die taalhistorisch en typologisch eerder bij het Nederlands (in de zin van Nederfrankisch) dan bij het Nederduits (in de zin van Nedersaksisch) en zeker niet bij het Hoogduits gerekend kunnen worden. Het Nederlands werd immers grotendeels gevormd door de sprekers van Nederfrankische dialecten; de Nederrijnse dialecten, met name het Kleverlands, behoren daar ook toe. In het maken van onderscheid moet men rekening houden met bestaande en ingeburgerde concepten die overlappende en variërende inhouden hanteren en dus verwarring scheppen.
Verder naar het Noorden toe waren er langs de staatsgrens Oost-Nederlandse dialecten, die andersom juist meer bij het Nederduits gerekend kunnen worden en, misschien uit afkeer van het element 'Duits', door de sprekers liever Nedersaksisch genoemd worden. Ook hier ontbreekt in deze ingeburgerde concepten een duidelijk onderscheid.
De Oost-Nederlandse dialecten (in de Achterhoek, Twente en Drenthe) vormden in ieder geval een taalhistorische eenheid samen met de dialecten van het Duitse westelijke Munsterland. De noordoostelijke Nederlandse dialecten (in Groningen) hangen samen met die van het Eemsland en Oost-Friesland, streken die in de 18de en 19de eeuw achtereenvolgens tot de koninkrijken Pruisen en Hannover en ten slotte tot het Duitse keizerrijk behoorden.
Na de Eerste Wereldoorlog werd de taalgrens een steeds uitgesprokener grens tussen de Duitse en de Nederlandse standaardtaal omdat het  gebruik van de gezamenlijke dialecten afnam en de school, media en dienstplicht de kennis en het gebruik van het Hoogduits c.q. het Nederlands verspreidden.  De sprekers van deze dialecten gingen vervolgens hun talen als 'Nederlands' dan wel 'Duits' dialect beschouwen, wat een staatspolitieke en niet een taalhistorische bepaling was. Door de tweetaligheid werden de grensdialecten, die eerst grote overeenkomst vertoonden, verrijkt met hier Nederlandse en daar Duitse standaardtaal-elementen, waardoor hun onderlinge verstaanbaarheid afnam en ze uit elkaar dreven.
De huidige taalwetenschap is overwegend van mening dat in de moderne tijd de dialecten uit het gebied van de Duitse standaardtaal (daktaal) Nederduits moeten worden genoemd, en de taalhistorisch overeenkomstige dialecten in het gebied van de Nederlandse standaardtaal (daktaal) Nederlandse dialecten zijn. De bewuste sprekers van die laatste dialecten geven de laatste tijd de voorkeur aan de betiteling Nedersaksisch;  anderen bakenen ze af onder de noemer Nedersaksisch. De taalwetenschap hanteert hiermee niet een taalhistorisch maar een staatspolitiek criterium.
In de moderne vakboeken over het tegenwoordige Nederduits worden, uitgaande van de Duitse daktaal, de Noordoost-Nederlandse dialecten overwegend buiten beschouwing gelaten. Daarmee wordt in de benaming van de dialecten de daktaal bepalend. Deze schrijft voor of we met een 'Duits' dan wel een 'Nederlands' dialect te doen hebben, ongeacht de overeenkomstigheden die deze dialecten met elkaar hebben of hadden.  Dit hebben taalkundigen op dit ogenblik het meest praktisch gevonden, al had de Duits-Nederlandse staatsgrens als dialectgrens nog geen grote betekenis ten tijde van de gegevensverzameling voor de grote taalatlassen.
In de traditionele taalwetenschap daarentegen, die uitgaat van een dialectcontinuüm, bestaan er op zich geen 'Nederlandse' en 'Duitse' dialecten; zowel de dialecten die gesproken worden in het Nederlandse taalgebied als die in Duitsland ten noorden van de Benrather Linie worden gerekend tot het Nederduits omdat ze in tegenstelling tot het Hoogduits (Middelduits en Opperduits) niet de tweede Germaanse klankverschuiving hebben ondergaan en historisch een zekere eenheid (in verscheidenheid) vormden (zie Rijnlandse waaier).
De problematische classificatiemoeilijkheid die de moderne taalwetenschap heeft met Nederfrankisch in het Duitse daktaalgebied en Nedersaksisch in het Nederlandse daktaalgebied wordt in de historische context opgelost: zowel Nederfrankisch als Nedersaksisch horen dan immers tot het Nederduits volgens de traditionele opvatting.
In dat opzicht kan men stellen dat, omdat de Nederlanden in het verloop van de Middeleeuwen langzaamaan een eigen plaats kregen in het Heilige Roomse Rijk (en in het zuidwesten, het huidige West-Vlaanderen) zelfs nooit tot dat Rijk behoorde), ze ook, in tegenstelling tot het het Nederduitse taalgebied in Noord-Duitsland, niet zouden gaan deelnemen aan de uitbreiding van de invloed van het Hoogduits, dat sinds de 16de eeuw de standaardtaal van Noord-Duitsland werd, anders gezegd de daktaal die daar het Nederduits ook in zijn standaardtaalfuncties ging verdringen.
In het westen van het Nederduitse taalgebied, dat lag binnen de Nederlandse gewesten, zou zich echter juist in de 16e en 17e eeuw door de staatkundige verzelfstandiging van de Nederlanden een scheiding ten opzichte van het noorden van Duitsland vormen welke aansloot bij de Nederlandse standaardtaalontwikkeling: het Nederlands wordt daar daktaal. Men kan stellen dat sinds het einde van de 16de eeuw de (in ontwikkeling zijnde) Nederduitse standaardtaal in de bij het Duitse Rijk gebleven staten, voor het Hoogduits verdween, terwijl de Nederduitse standaardtaalvarianten  in de Nederlandse provincies, met name in Groningen, Drenthe, Twente en de Achterhoek, plaats maakte voor de Nederlandse standaardtaal die verwarrend genoeg tot in het begin van de 19de eeuw 'Nederduitsch' werd genoemd.
Terminologische overlappingen scheppen verwarring. Het Nederlands in de 17e en 18e eeuw werd namelijk als regel Nederduits genoemd, en kortweg ook vaak Duits, voordat de naam Nederlands zich in de 19e eeuw doorzette. De Engelsen namen het 17e-eeuwse taalgebruik over en noemden het Nederlands Duits (Dutch), terwijl zij ter onderscheiding voor het Duits een historische academische betiteling zochten: German (Germaans).

## Nederlandse invloed op de Nederduitse dialecten

### Kolonisatie
In de 12e eeuw en vooral de 15e eeuw zijn veel mensen uit de Nederlanden oostwaarts geëmigreerd, met name naar Noord-Duitsland inclusief de gebieden die sinds 1945 tot Polen behoren. Zij lieten een Nederlands substraat, uiteraard geen standaardtaalsubstraat maar een dialectsubstraat na in de dialecten van deze streken waar de kolonisten zich vestigden. Dat Nederlandse dialectsubstraat vormt op zich geen homogeniteit maar omvat te onderscheiden Vlaamse, Hollandse en Friese elementen. De mennonieten in de door hun drooggelegde Danziger Niederung (zie Gdańsk) vormden daarin weer een afzonderlijke taalgroep. Deze immigranten waren hoofdzakelijk boeren, daarnaast kooplieden en handwerkers (waaronder waterbouwdeskundigen), die in voornamelijk in de stad Gdańskwoonden. 

#### Brandenburg
Sommige van deze migranten werden in toenmalige Latijnse oorkonden Hollandrenses, Hollandri e.d. genoemd en kwamen dus waarschijnlijk uit het graafschap Holland. Anderen werden Flandrenses ("Vlamingen") genoemd naar de bevolking tussen de Noordzeekust en de Schelde, hooguit tot aan de Dender. Een belangrijk kolonisatiegebied was de streek tussen de rivieren Elbe, Havel en Saale. Het gebied Fläming, ten zuiden van Berlijn, is naar deze kolonisten vernoemd.
Soms hebben de kolonisten hun nieuwe woonplaatsen naar Nederlandse of Belgische plaatsen genoemd.
Voorbeelden:
- Finken (naar Vinkem of Vinkt (Vlaanderen))
- Wendgraben, vroeger Groeden, naar Groede (Zeeland)
- Häsewig, naar Heeswijk (Noord-Brabant)
- Kalow, naar Kallo (Oost-Vlaanderen)
- Krägen, vroeger Craienhem, naar Kraainem (Brabant)
- Muntenache, naar Montenaken (Belgisch-Limburg)
- Rabenstein, naar Ravenstein (Noord-Brabant)
- Roßlau, naar Reusel (Noord-Brabant)
- Gentha, naar Gendt (Betuwe)[1]

De twee kerngebieden van de Nederlandse kolonisatie waren:
- de streek Elbe-Havel (oostelijke Altmark met Stendal en Wische, de twee districten Jerichow)
- de Fläming met het gebied Zerbst en van de Mulde tot aan de Elbe (Dessau, Dübener Heide)

Van de middenloop van de Elbe en de benedenloop van de Saale hebben zich Nederlandse invloeden verspreid richting Oosten, en vaak het hele Brandenburgse gebied bereikt.
Ook in de dialecten hebben de Nederlandse kolonisten hun sporen achtergelaten.
Bijvoorbeeld is er in Brandenburg een groot dialectgebied waar de mol Moll wordt genoemd (zoals in het Nederlands) terwijl de omringende gebieden andere namen gebruiken.

#### Deltagebieden van Elbe en Wezer, Oostholstein
Vanaf de 12e eeuw hebben dijkwerkers uit de Nederlanden gewerkt aan het cultiveren van de marsen van Elbe en Wezer, in het bijzonder in opdracht van de bisschoppen van Bremen en Hamburg. Velen bleven op deze ontgonnen gronden wonen. 
Een gevolg van deze kolonisering zijn plaatsnamen als Hollerland (Hollandria) ten oosten van Bremen. In West-Pruisen werden de oevers en de delta van de Weichsel (Wisła) ook drooggelegd en in cultuur gebracht en heetten de dorpen tot 1945 "Holländereien" (zie hierna onder Mennonieten).  
In de streektalen ter plaatse komen veel uitdrukkingen voor die met ontwatering en dijkbouw te maken hebben.
Voorbeelden daarvoor zijn Nederduitse woorden als sluus ("sluis") en diik ("dijk"), die in de Hoogduitse standaardtaal als Schleuse en Deich zijn overgenomen.

#### Mennonieten in de Weichseldelta
In de eerste helft van de 16e eeuw begon in de Nederlanden het schrikbewind van de hertog van Alva.
Dit leidde ertoe dat vooral mennonieten en calvinisten het land verlieten. De laatsten kwamen terug, de eersten bleven en werden versterkt door latere emigranten.
Binnen het Nederduitse taalgebied hebben ze vooral aan de benedenloop van de Weichsel (Wisła) hun sporen in de taal achtergelaten, namelijk in het gebied rond Danzig (Gdańsk) en Elbing {Elbląg} en stroomopwaarts tot Thorn (Toruń).
Van de Nederlandse vluchtelingen hebben juist de mennonieten het langst aan hun oude taal vastgehouden.
Rondom Danzig (Danziger Niederung) verdween het Nederlands als kerktaal in de Mennonietengemeenten rond 1800. Na de invoering van lager onderwijs door de Pruisische overheid werd het Hoogduits (Standaardduits) uitsluitende schrijftaal. In hun dagelijkse omgangstaal gingen de mennonieten over op het Nederduitse Weichselplatt van de omringende bevolking, waarin zij een substraat aan eigen woorden en uitdrukkingen behielden.
Dit Weichselplatt namen de mennonieten mee op hun migraties naar Rusland, Canada en elders.  Ten slotte verdwenen de laatste mennonieten hier als deel van de overige Duitstalige bevolking in 1945 bij de Verdrijving van Duitsers na de Tweede Wereldoorlog. Ook de plaatsnamen die zij dit gebied gaven zijn toen vervangen door nieuwe Poolse namen.

### Taalcontacten op lange afstand
Al in de tijd van de Hanze zijn Nederlandse woorden in de Middelnederduitse taal terechtgekomen, namelijk ten gevolge van de vele  handelsbetrekkingen. Deze invloed kwam vooral tot stand door handelsbetrekkingen en scheepvaart maar ook door de aanwezigheid van Nederlandse geloofsvluchtelingen in Noord-Duitse steden, en dat wil zeggen in het Nederduitse taalgebied, en overigens ook in Scandinavië en Rusland. Dat werd nogmaals versterkt na de bevrijding van de Spaanse heerschappij (Vrede van Münster) toen de politieke en economische betekenis van het gewest Holland toenam in het voormalige Hanzegebied. Holland en Friesland werden zelfs dominant en namen de middeleeuwse positie van de Hanze grotendeels over.
Zie ook: Tachtigjarige Oorlog en Geschiedenis van Nederland.
Veel Nederlandse woorden zijn vanuit de Nederduitse zeemanstaal en handelstaal uiteindelijk terechtgekomen in de Duitse standaardtaal.  Ook in de Scandinavische talen en het Russisch is een soortgelijke invloed groot geweest.

### Taalcontacten langs de grens
Het Duitse gebied tussen Emden en Bocholt grensde direct aan de Republiek der Zeven Verenigde Nederlanden.
Na de bevrijding van de Spaanse heerschappij namen de contacten toe tussen de Republiek en met name die West-Nederduitse gebieden waarin de calvinistische hervorming een plaats had gevonden: het westen van Oost-Friesland, Betheim, Lingen, Kleverland. In Kleverland vormden de calvinisten echter een kleine minderheid en werd het Nederlands in zijn zuidelijke ("Vlaamse") vorm gebruikt door de katholieke geestelijkheid. 
Het gewest Holland werd toonaangevend in de Republiek op het gebied van taal, politiek en cultuur en de 'Hollandse dominantie straalde uit naar de randprovincies tot over de grenzen van de republiek. De sterke Hollandse invloed op de dialecten van Nederland en over de oostgrenzen heen ook daarbuiten noemt men Hollandse expansie.

#### Oost-Friesland
In het zuidwesten van Oost-Friesland was er een bijzonder sterke Nederlandse invloed.
- Er waren taalcontacten langs zee, dus via de havenstad Emden.
- Daarnaast waren er veel Nederlandse immigranten in Oost-Friesland, die voor de Spaanse onderdrukking na 1572 uitgeweken waren naar de calvinistische gemeenten in het zuidwesten van dit graafschap, het gebied rond Emden en Leer. Daardoor bleef een confessionele verbondenheid bestaan nadat de Nederlandse Republiek was gesticht. De Oost-Friese calvinisten waren ook om politieke redenen aangewezen op Nederlandse steun. De predikanten kregen hun opleiding aan de universiteit van Groningen. Zie ook: Geschiedenis van Emden. Bij de Oost-Friese calvinisten werd het Nederlands kerk-, school- en schrijftaal. Parallel daaraan bleven de lutheranen nog enige tijd in hun kerken en scholen het Nederduits gebruiken totdat ze rond 1700 op het Hoogduits als officiële standaardtaal overschakelden. Het Pruisische en het daaropvolgende Hannoveraanse gezag over Oost-Friesland legde het Hoogduits wel aan de publieke diensten op maar pas na 120 jaar, ook aan de calvinistische kerkgemeenten. Dat werd namelijk nog even opgehouden door de korte tijd dat Oost-Friesland onder gezag gesteld werd van het Napoleontische koninkrijk Holland en het Nederlands een officiële overheidstaal in geheel Oost-Friesland werd. Na terugkeer onder Duitstalig, nu Hannoveraans gezag, werd van 1820 tot 1860 gaandeweg het Hoogduits ook in die calvinistische ('reformierte') gemeenten, in de kerken en scholen, verplicht.
- In de 19de eeuw trokken veel seizoenarbeiders naar Nederland om er te werken. Zij beheersen het Hoogduits onvoldoende en schreven in een eigen mengtaal zodat de brieven die zij naar huis schreven een interessante bron vormen voor het bestuderen van alle mengvormen die de bevolking op papier gebruikte tussen Nederduits dialect, en de Nederlandse en Hoogduitse standaardtalen.

De Nederlandse woorden waren het talrijkst in de taal van het zuidwesten van Oost-Friesland, waar de Statenbijbel hun bron was, en werden zeldzamer in het lutherse noordoosten.
In sommige opzichten werd hier de godsdienstgrens, verlopend van noordwest naar zuidoost, zodoende een taalgrens.

#### Graafschap Bentheim
Het Grafschaft Bentheim, aan de oostgrens van de Republiek, ging in 1588 over naar het calvinisme. Rond 1650 verving het Nederlands het Nederduits als kerktaal, schooltaal en schrijftaal. Ook de lokale rechtspraak bediende zich van Nederduitse en Nederlandse teksten. Het langst nog werd Nederlands door de in Nederlands afgestudeerde dominees als kanseltaal gebruikt in de afgescheiden orthodox-calvinistische gemeenten van de Oudgereformeerden ('Altreformierte'). Deze gemeenten bleven tot 2004 een onderdeel van de Gereformeerde Kerken in Nederland. Hun predikanten werden op de Theologische Universiteit van deze kerken in Kampen opgeleid. De laatste Nederlandstalige preken in hun gemeenten werden nog in de jaren zeventig van de 20ste eeuw gehouden. 
De koopvaardij op de Overijsselsche Vecht, hield tot in recente tijd handelsbetrekkingen in stand met de Oost-Nederlandse stad Zwolle.

#### Westelijk Münsterland
Ook in het westelijke Munsterland heeft het Nederlands invloed gehad op de plaatselijke Nederduitse dialecten (de 'Hollandse expansie'). Hier speelde de godsdienstige affiliatie ook weer een rol. 
In de Achterhoek werd het Nederlands als kerk- en schooltaal ingevoerd na de protestantisering rond 1620, maar in de katholieke parochies, die onder Munsterse bevoogding bleven staan, werd zoals in Munsterland nog enige tijd een Nederduitse standaardtaalvariant gebruikt en het Nederlands als 'ketters' afgewezen.  
Een voorbeeld van Nederlandse, althans westelijke, invloed over de grens is de Westfaalse breking.
Dit is een bijzonderheid van de Westfaalse dialecten, namelijk een breking van klinkers tot tweeklanken (diftongen), bijvoorbeeld van o tot uo (uitgesproken oe-o). Deze breking kwam vroeger ook in de Oost-Nederlandse dialecten voor. Hij werd echter in Oost-Nederland en in het Westen van het Munsterland (in een smalle grensstrook tussen Essen en Lingen) onder Nederlandse invloed teruggedrongen, en de "gebroken" klinkers werden er door gewone klinkers vervangen.
Voorbeeld: bruoken (met een Westfaalse tweeklank) werd tot brokken.

### Afname van de Nederlandse invloed
Sinds het begin van de 19e eeuw speelt de Nederlands-Duitse staatsgrens een steeds grotere rol.
Ten westen van de staatsgrens neemt de invloed van het Standaardnederlands toe, ten oosten van de grens de invloed van de Hoogduitse standaardtaal. Door leerplicht komen nieuwe generaties in een nationaal onderwijssysteem terecht waar de nationale standaardtaal wordt geleerd en gebruikt. Moderne geschreven media brengen de bevolking aan deze en gene zijde van de staatsgrenzen in verschillende nationale oriëntaties.
Bijvoorbeeld, er zijn Nederlandse woorden die vroeger in het hele West-Nederduitse gebied westelijk én oostelijk van de grens gebruikelijk waren en nu alleen maar in West-Nederduitse grensdialecten voorkomen.
Voorbeelden:
- westelijk Wiel of Wêl (Nederlands "wiel"), oostelijk Rad (Duits: "Rad")
- westelijk wachten (Nederlands "wachten"), oostelijk töven
- westelijk trecken (Nederlands "trekken"), oostelijk tên, (Duits: ziehen)[1]

## Nederlandse invloed op de Nederduitse schrijftaal
De Nederlandse invloed op het geschreven Nederduits was veel geringer dan op het gesproken Nederduits, althans voor zover de taal onmiddellijk over oostgrenzen van de republiek werd gesproken. Toen de Nederlandse standaardtaal zich in het begin van de 17de eeuw daar deed gelden, werd haar invloed bovendien geblokkeerd door de overgang in het noorden van Duitsland van de Nederduitse op de Hoogduitse standaardtaal.
Ook bij de heropleving van de Nederduitse streektalige literatuur in de tweede helft van de 19e eeuw speelde het Nederlands geen rol meer.
In Vlaanderen was al aan het einde van de 13e eeuw een traditie van schrijven in de volkstaal ontstaan. Deze traditie is de oudste en de grondslag voor het latere Standaardnederlands.
In de oudste teksten in het Hamburgse Nederduits neemt men Vlaamse invloed aan, die blijkt uit de e als teken voor lange klinkers (bijvoorbeeld ae voor lange a) en uit de spellingen gh (in plaats van g), cgh, ggh en ngh.
Zie ook: Geschiedenis van de Nederlandse spelling.
Het is echter moeilijk Nederlandse, Keulse en Zuidwestfaalse invloeden duidelijk uit elkaar te houden.
In de 15e en vroege 16e eeuw was er vanuit Deventer en Zwolle een expansieve godsdienstige hervormingsbeweging met de naam Moderne Devotie.
De schrijftaal van deze IJsselsteden (IJssellands) stond tussen het Middelnederlands en Middelnederduits in, wat zich oost- en zuidwaarts uitbreidde tot in Westfalen en het Nederrijnland, en daar een 'westelijk' taalelement  van het Middelnederduits inbracht.

## Nederduitse invloed op het Nederlands
De invloed van het Nederduits op het Nederlands is tamelijk gering. Lang bleven Nederduitse elementen bestaan in de Nederlandse standaardtaal zoals die sinds de 16de eeuw in het noordoosten werd gebruikt. In de Middeleeuwen zou een mogelijke bron van invloed in de zogenaamde "Westfaalse expansie" gericht op de IJsselsteden gelegen kunnen zijn, een expansie die in het bijzonder de Nederlandse taalwetenschapper Klaas H. Heeroma heeft verondersteld. Zowel west- als oostwaarts gerichte taalexpansies hebben dus in verschillende tijden een rol gespeeld.
. Deze kenmerken zijn overigens moeilijk te onderscheiden van de oostelijke Nederlandse streektalen. .
De Nederduitse woorden die na ongeveer 1500 in het Nederlands werden ontleend, maken al deel uit van een toenmalig algemene Duitse invloed op het Nederlands. Dit is dus geen rechtstreekse maar een indirecte Nederduitse invloed. Met name werden uit de taal van Duitse soldaten en huurlingen, waaruit de Nederlandse legers waren samengesteld, veel Hoogduitse en Nederduitse woorden overgenomen.
Voorbeelden: lont (Duits Lunte), pulver (Duits Pulver), ransel (Duits Ranzen), tonder (tegenwoordig tondel, Duits Zunder). Ook een paar Nederduitse woorden met betrekking tot de kroegtaal komen waarschijnlijk van huurlingen of immigranten uit de Duitse landen.
Voorbeelden: kroeg (in de betekenis "café", Duits Krug), troef (Duits Trumpf), schransen (Nederduits schrantsen). 
Duitse elementen zijn ook via het Jiddisch in het Nederlands terechtgekomen, vooral toen in de 19de eeuw Joden op het Nederlands overgingen maar eigen taalelementen bewaarden, elementen die in de volkstaal van met name Amsterdam werden overgenomen.
Poker als woord voor een kaartspel is  wellicht door Duitse emigranten in Amerika, via het Engels, ook in het Nederlands opgenomen. De oorspronkelijke betekenis is 'kloppen' van Duits 'pochen'.